# Paul Alo-Emile

a Compétitions nationales et continentales officielles uniquement.

b Matchs officiels uniquement.
Dernière mise à jour le 6 août 2023.
Paul Alo Emile, né le 22 décembre 1991 à Henderson (Nouvelle-Zélande), est un joueur de rugby à XV international samoan. Il évolue au poste de pilier au sein de l'effectif du Stade français Paris depuis 2015.

## Biographie
Paul Alo-Emile est né à Henderson, dans la banlieue d'Auckland en Nouvelle-Zélande, de parents samoans. Il émigre vers l'Australie avec sa famille alors qu'il est âgé de quatre ans, et s'installe Brisbane dans le Queensland.
Il est le frère aîné de Moses Alo-Emile, également joueur de rugby professionnel et qui, comme lui, joue au poste de pilier au Stade français.

## Carrière

### En club
Paul Alo-Emile commence à jouer au rugby à l'âge de neuf ans à Brisbane, malgré une opposition initiale de la part de son père. Il joue avec l'équipe de la Brisbane State High School (en), où il est scolarisé. Avec son établissement, il remporte le championnat lycéen du Queensland en 2009. La même année, il fait partie de la sélection du Queensland qui remporte le championnat national scolaire.
En 2010, il rejoint l'académie des Queensland Reds, tout en jouant en parallèle pour le club amateur de Sunnybank en Queensland Premier Rugby.
L'année suivante, il déménage à Perth, où il rejoint pour une saison la franchise de la Western Force. Il ne joue aucun match lors de la saison.
En 2012, il signe un contrat de deux saisons avec les Melbourne Rebels. Il fait ses débuts en Super Rugby lors de la saison 2012, à l'occasion d'un match contre les Lions au mois de juillet,. Il joue deux matchs lors de cette première saison. Lors des deux saisons suivantes, il est régulièrement aligné, disputant à chaque fois quinze rencontres, mais pour seulement trois titularisations derrière l'expérimenté Laurie Weeks (en),. En 2013, il prolonge son contrat avec les Rebels jusqu'en 2015.
Après ses deux premières saisons avec les Rebels, il fait une pige en Nouvelle-Zélande avec la province des Waikato pour la saison 2013 de NPC,. Il joue neuf matchs lors de son passage, se partageant le poste avec Ben Tameifuna.
En 2014, il est retenu dans l'effectif des Melbourne Rising, pour disputer le National Rugby Championship nouvellement créé. Il dispute neuf rencontres avec cette équipe, et s'impose comme l'un des meilleurs piliers de la compétition,.
Lors de la saison 2015, il s'impose comme le titulaire au poste de pilier droit avec les Rebels, et dispute son cinquantième match de Super Rugby,.
Il rejoint le Stade français Paris pour la saison 2015-2016 de Top 14,. Il est remplaçant de lors de la finale du Challenge européen en 2017, que son équipe remporte face à Gloucester. D'abord principalement utilisé en doublure de l'international français Rabah Slimani, il devient le taulier du poste à partir de 2018, et le départ de ce dernier à Clermont, et il est considéré comme l'un des meilleurs pilier droit du championnat,. Devenu un cadre de l'effectif parisien, il est nommé en 2020 capitaine du Stade français.

### En équipe nationale
Paul Alo-Emile joue avec la sélection scolaire australienne (en) en 2009,.
Il représente ensuite l'équipe d'Australie des moins de 20 ans pour disputer le championnat du monde junior en 2010. Il est à nouveau sélectionné pour l'édition suivante,.
Considéré comme un grand espoir australien à son poste, il est sélectionné dans le groupe d'entraînement des Wallabies, afin de préparer la Coupe du monde 2015, mais il en est écarté à cause d'une blessure à l'épaule,.
En 2017, il décide de représenter le pays d'origine de ses parents, les Samoa. Sélectionné pour la première fois au mois de mai, il obtient sa première cape le 16 juin 2017 contre la Nouvelle-Zélande à Auckland,.
En 2019, il est retenu dans le groupe Samoan pour disputer la Coupe du monde au Japon. Il dispute les quatre matchs de son équipe lors de la compétition, tous comme remplaçant de Michael Alaalatoa.

## Palmarès

### En club
- Vainqueur du Challenge européen en 2017

## Statistiques en équipe nationale
Au 6 août 2023, Paul Alo-Emile compte vingt capes avec les Samoa, dont douze en tant que titulaire. Il fait ses débuts avec les Manu Samoa le 16 juin 2017 face à la Nouvelle-Zélande à Auckland.
Il participe à une édition de la Coupe du monde, en 2019. Il participe à quatre rencontres.